# Вдовина, Нина Павловна
Ни́на Па́вловна Вдо́вина (11 декабря 1918, Пошехонский уезд, Московская область — 2004, Беломорск) — советский педагог, заслуженный учитель Карельской АССР.

## Биография
Родилась 11 декабря 1918 года в деревне Петряево Спас-Мяксинской волости Пошехонского уезда Ярославской губернии, ныне Вологодская области.
в 1931 году по решению Мяксинского РИК была признана социально опасной по классовому признаку (дочь кулака) и выслана на спецпоселение в поселок Нивастрой Кандалакшского района Мурманской области. В 1936 году, по окончании 10-го класса средней школы № 1 города города Беломорска, поступила учиться в Ленинградский педагогический институт им. А. И. Герцена (ныне Российский государственный педагогический университет имени А. И. Герцена). Окончив вуз, по распределению с августа 1941 года работала учителем географии в средней школе № 1, с декабря 1941 года (уже в эвакуации) — заведующей учебной частью и учителем географии в неполной средней школе села Сладково Слободо-Туринского района Свердловской области.
В 1944 году Министерство образования Карелии вызвало Нинe Павловнe из эвакуации и с августа этого же года она работала заведующей учебной частью и учителем географии в средней школе № 1 города Беломорска. В июне 1953 года была назначена директором средней этой школы, в которой проработала до выхода на заслуженный отдых 5 мая 1974 года.
Была реабилитирована 9 мая 1992 года УВД Вологодской области.
Умерла в 2004 году в Беломорске.
В связи со 100-летием со дня рождения Нины Павловны Вдовиной в Беломорской средней общеобразовательной школе № 1 состоялся урок, посвященный её памяти.

## Награды
- Награждена медалями «За доблестный труд в Великой Отечественной войне 1941—1945 гг.», «За трудовое отличие», «Ветеран труда», «За доблестный труд. В ознаменование 100-летия со дня рождения В. И. Ленина», а также юбилейными медалями.
- Удостоена юбилейного знака ЦК ВЛКСМ «70 лет ВЛКСМ».
- Заслуженный учитель Карельской АССР.
- В 1988 году удостоена звания «Почетный гражданин города Беломорска» (за большой личный вклад в обучение и воспитание молодого поколения, активную жизненную позицию)[3].